# コッパダン 〜恋する仲人〜
『コッパダン 〜恋する仲人〜』（原題「コッパダン：朝鮮婚談工作所」）は、2019年の韓国・jTBCのテレビドラマ。

## 概要
ウェブ小説を原作に架空の朝鮮時代を舞台に「仲人」として結婚の依頼を引き受ける両班の若者を中心に繰り広げる物語である

## 登場人物

### 主要人物
マ・フン：キム・ミンジェ
主人公。仲人集団「コッパダン」のリーダーで、領議政であるマ・ボンドクの子。やがて、見習いのケトンと恋に落ちる。
コ・ヨンス：パク・ジフン
仲人集団「コッパダン」のファッションコンサルタント。最初は、見習いのケトンを毛嫌いしていた。
ケトン：コン・スンヨン
明るい少女で、生き別れの兄を探すうちに、コッパダンの見習いとなる。後にマ・フンに惹かれるが、揀択に参加。
イ・ス：ソ・ジフン
鍛冶屋として生きてきたが、一夜にして王に即位。即位後、彼の妃選び（揀択）が行われる。ケトンに一目惚れ。
ト・ジュン：ピョン・ウソク
仲人集団「コッパダン」のメンバー。マ・フンの右腕。ジファに一目惚れ。
カン・ジファ：コ・ウォニ
左議政の娘。揀択に参加して、ケトンの競争相手となる。

### その他
マ・ボンドク：パク・ホサン
領議政でフンの父。大妃と協力して、政権を握る。
大妃：クォン・ソヒョン
先王の妃でボンドクの姪。先王の死後、スを養子にする。
ムンソク：イ・ユンゴン
スの養父。以前は内禁衛将だった。
カン・モング：チョン・ジェソン
左議政でジファの父。ボンドクの政敵でもある。

## スタッフ
- 演出：キム・ガラム
- 脚本：キム・イラン